# Канауага
Канауага (на английски: Caughnawaga), Kahnawake (Канауаке на езика на мохоките) е северноамериканско индианско племе, формирано в края на XVII век, основно от мохоки християни, принудени да напуснат родината си заради новата религия. Въпреки че се отделят от ирокезите, те не прекъсват връзките си с тях. В течение на годините към тях се присъединяват хора и от другите ирокезки племена, както и някои алгонкини и ниписинг, и канауага става една смесена общност. Основно френски съюзници в англо-френските войни, канауага избягват конфронтация с Ирокезката лига, които са на страната на англичаните, зачитайки „Великия ирокезки закон на мира“. След 1700 г. населението на канауага се разраства твърде много и постепенно са основани няколко отделни села. В началото на XXI век тези села образуват няколко подразделения на племето канауага, които от своя страна са част от нацията Мохок.

## Формиране на племето
През 1640те йезуитските мисионери започват редовни посещения в селата на ирокезите. Първата тяхна мисия е основана в мохокското село Театонталога. Три години след основаването ѝ тя е унищожена, а мисионерите убити или изгонени. След осиновяването на голям брой християни от победените хурони, тиононтати, неутрал през 1650те мисионерската работа е възобновена. През 1654 г. е основана мисия при онондага, а две години след това и при каюга, сенека и онайда. Увеличаването на броя на християните води до конфликти с традиционните ирокези. Тъй като са във война с французите, традиционалистите в Лигата започват да се съмняват в лоялността на новопокръстените и ги принуждават да се откажат от новата религия и да се върнат към старата. Много новопокръстени ирокези правят това, но други не, затова били принудени да напуснат. Впоследствие някои села са изоставени изцяло, а населението им се мести близо до французите в долината на Сейнт Лорънс и основават селото Ла Преъри в околностите на Монреал. През 1667 г. йезуитите убеждават някои онайда да се преместят на това място. Скоро след това към тях се присъединяват повечето онайда и някои мохоки. По-късно идват и други ирокези християни. Ла Преъри се разраства неимоверно бързо и заради неблагоприятната почва, през 1673 г. селото е преместено до Солт Сейнт Луис. Новото село е наречено Канауага и повечето от жителите му са мохоки.

## Канауага в англо-френските войни
Въпреки че са принудени да напуснат родината си, канауага, сега вече като отделно племе, продължават да следват ирокезкия „Велик закон на мира“ и остават неутрални във войните между французите и Лигата. Нещата се променят след няколко нападения на ирокезите по Сейнт Лорънс през 1689 г. След това канауага влизат във войната като френски съюзници. През останалата част от войната канауага участват във френските нападения срещу Олбани и Шенектъди, и дори водят френски експедиции срещу ирокезите в Ню Йорк. Въпреки това „Великият закон на мира“ все още не е нарушен. Войните и от двете страни избягват конфронтацията, но канауага плащат висока цена като френски съюзници. До 1696 г. те губят повече от половината си войни. При подписването на мира през 1701 г. канауага изиграват ролята на организатори и посредници. Докато ирокезите се съгласяват с мирния договор да са неутрални в бъдещите войни между Франция и Англия, за канауага няма такова изискване. С избухването на Войната на кралица Ан (1701 – 1713), канауага се съюзяват с абенаките и нахлуват в Нова Англия.
След 1701 г. все повече ирокези се борят на страната на французите. Населението на Канауага нараства толкова много, че част от хората се преместват и основават новото село Канесатаке на отсрещната страна на Сейнт Лорънс. През 1720 г. е основано селото Ока, през 1721 г. са основани и селата Солт Риколет и Осуегачи, а през 1748 г. Ла Презентейшън, и Сейнт Реджис през 1756 г.
По време на войните Дъмър (1722 – 1726) и Грей Лок (1723 – 1727), канауага са не само лоялни френски съюзници, но и съюзници със сококите и абенаките. Французите не участват в тези две войни, но продължават да снабдяват индианските си съюзници с оръжия и боеприпаси. В началото на Войната на крал Джордж 1744 – 1747), канауага отново застават на страната на французите и претендират за земите в западен Вермонт. Заедно с абенаките те нападат заселниците в Южен Вермонт и Ню Хемпшир. По времето на Френската и индианска война (1754 – 1763) канауага са отново лоялни френски съюзници като част от съюза на Седемте нации на Канада (канауага, канесатаке, осуегачи, Сейнт Реджис, Сент Франсоа, Беканкур и хуроните от Лорета). Слез войната белите заселници започват да навлизат и заграбват земите на племето. По време на Американската революция отначало канауага остават неутрални, но впоследствие са принудени да се включат, като воюват и за двете страни. С новите Съединени щати канауага подписват само един договор през 1796 г. като част от Седемте нации на Канада.

## Канауага в наши дни
В началото на XXI век канауага и останалите подразделения са част от нацията мохок:
- Канауага (Канауена, Канеуага, Канауаге, Канауаке) – името е взето от основното мохокско село на река Мохок в Ню Йорк – Канауага (Канауа – ке – място на бързеите). Селото е разположено на брега на Сейнт Лорънс. След множество цесии между 1880 г. и 1950 г., от първоначалните 163,2 кв. км. земя, дадена на племето, остават 53 кв. км. В края на XX век племето завежда дела за възвръщане на земята или за получаване на обезщетения за нея. Племето има около 8200 членове.
- Ока – Канесатаке (Лак дьо дю Монтан, Лейк ъф ту Маунтънс, Скауендадей, Скинодиди) – резерватът им се намира на Езерото на Двете планини в югозападен Квебек и е с площ от 11,88 кв. км. Племето има 1800 членове.
- Осуегачи (Мисия Ла Презентейшън) – това село е било населено предимно с хора от онондага. През 1806 г. американската армия принуждава хората да го напуснат. Повечето се местят в Сейнт Реджис.
- Акуасасне (Сейнт Реджис) – резерватът им е разположен на границата между Канада и САЩ и е с площ от 85,89 кв. км. Племето има 7700 членове.
- други подразделения са: Ла Монтан, Ла Преъри, Солт Риколет, Сент Франсоа дьо Пре и Сент Жером.[1]